# Вільне (Кегичівська селищна громада)
Вільне —  селище в Україні, у Берестинському районі Харківської області. Населення становить 22 осіб. Орган місцевого самоврядування — Красненська сільська рада.
Після ліквідації Кегичівського району 19 липня 2020 року село увійшло до Красноградського (Берестинського) району.

## Географія
Селище Вільне знаходиться за 2 км від річки Багата (правий берег). Селище побудоване при залізниці, станція Вільний. До селищу примикає селище Красне.

## Історія
- 1920 - дата заснування.